# Lorenz Larkin
Lorenz Larkin (Riverside, 3 settembre 1986) è un atleta di arti marziali miste statunitense.
Combatte nella categoria dei pesi welter per la promozione Bellator. In precedenza ha militato nelle organizzazioni Strikeforce e UFC.

## Carriera nelle arti marziali miste

### Inizi
L'approccio sportivo iniziale di Larkin fu con il football americano, ma accortosi di non essere sufficientemente talentuoso in tale disciplina iniziò a dedicarsi al pugilato e successivamente alle arti marziali miste; ha un buon background sia nella boxe che nel kung fu e si allena costantemente nella kickboxing e nel jiu jitsu brasiliano.
Debuttò come professionista delle MMA nel 2009 prendendo parte a promozioni locali della California: in meno di due anni infila ben nove vittorie consecutive, sette delle quali tramite veloci KO che lo misero in luce come un pericoloso striker.

### Strikeforce
Nel 2011 viene messo sotto contratto dalla prestigiosa Strikeforce che lo mette subito alla prova nella categoria dei pesi mediomassimi sostituendo l'indisponibile Satoshi Ishii contro il kickboxer Scott Lighty, veterano del K-1: Larkin vinse per KO alla seconda ripresa.
Successivamente affrontò il decorato wrestler Gianpiero Villante e Nick Rossborough, il quale sostituiva l'infortunato Virgil Zwicker, vincendo entrambi gli incontri per decisione unanime dei giudici e portando il proprio record personale a 12-0 e il record parziale in Strikeforce a 3-0.
Dato anche il corto roster di lottatori della Strikeforce Larkin poté già nel 2012 affrontare l'ex campione di categoria Muhammed Lawal: per la prima volta in carriera Larkin venne sconfitto, venendo steso nella seconda ripresa dal forte lottatore di origini nigeriane, ma lo stesso Lawal venne successivamente trovato positivo al drostanolone e di conseguenza il risultato dell'incontro venne cambiato in un "No Contest" e Lawal venne squalificato.
Lo stesso anno Larkin decise di scendere nei pesi medi e trovò subito ad accoglierlo un pericoloso striker quale è Robbie Lawler, ex campione EliteXC, Icon Sport e Superbrawl ed ex sfidante al titolo Strikeforce: Larkin si impose ai punti, ottenendo così la possibilità di sfidare il campione in carica Luke Rockhold da imbattuto.
La sfida tra Larkin ed il campione Luke Rockhold doveva svolgersi il 3 novembre 2012, ma a causa di un infortunio capitato a Rockhold la sfida saltò e venne posticipata al gennaio 2013; proprio nel novembre 2012 Rockhold si infortunò nuovamente e la sfida titolata, programmata con l'ultimo evento della storia della Strikeforce, saltò definitivamente, impedendo quindi a Larkin la possibilità di aver lottato per tale cintura.

### Ultimate Fighting Championship
Nel 2013 l'UFC completò l'accorpamento della Strikeforce al suo interno di fatto dismettendo quest'ultima, e di conseguenza Larkin venne aggiunto al già folto roster dei pesi medi dell'UFC.
Esordì in aprile con una sconfitta ai punti contro il francese Francis Carmont, la prima della sua carriera.
In novembre sconfisse l'esperto ed ostico Chris Camozzi per decisione unanime in un incontro interamente di kickboxing.
Nel gennaio 2014 affrontò un altro atleta in netta crescita quale era Brad Tavares, venendo sconfitto ai punti con due giudici su tre che assegnarono la vittoria all'avversario; in seguito a tale sconfitta Larkin venne escluso dal ranking dei top 15 della divisione.
Cade anche in maggio contro il boxer cipriota e numero 12 dei ranking Costas Philippou, finendo KO durante il primo round.
In agosto venne la terza sconfitta consecutiva per mano di Derek Brunson.
Nel gennaio del 2015 prende la decisione di scendere ulteriormente nella divisione dei pesi welter, dove affronta e sconfigge per KO tecnico John Howard ottenendo il riconoscimento Performance of the Night.
A maggio affrontò e sconfisse l'argentino Santiago Ponzinibbio per KO tecnico al secondo round. Entrambi gli atleti vennero premiato con il riconoscimento Fight of the Night.
A gennaio del 2016 dovette affrontare il russo Albert Tumenov all'evento UFC 195. Dopo un match molto equilibrato, caratterizzato da molti calci sia alla testa e sia alle gambe, Larkin venne sconfitto per decisione non unanime.
Il 29 maggio affrontò Jorge Masvidal all'evento UFC Fight Night: Almeida vs. Garbrandt. Dopo un match molto combattuto, ottiene una vittoria per decisione non unanime.
Larkin venne scelto come sostituto dell'infortunato Dong Hyun Kim, per poter affrontare Neil Magny il 20 agosto all'evento UFC 202. Verso la fine del primo round, Magny tentò di mandare al tappeto Larkin con una presa, ma quest'ultimo lo colpì ripetutamente alla tempia con delle gomitate, vincendo l'incontro per KO tecnico.

## Risultati nelle arti marziali miste
| Risultato  | Record   | Avversario           | Metodo                         | Evento                                          | Data              | Round | Tempo | Città                      | Note                   |
| ---------- | -------- | -------------------- | ------------------------------ | ----------------------------------------------- | ----------------- | ----- | ----- | -------------------------- | ---------------------- |
| Vittoria   | 18-5 (1) | Neil Magny           | KO Tecnico (gomitate)          | UFC 202: Diaz vs. McGregor 2                    | 20 agosto 2016    | 1     | 4:08  | Las Vegas, Stati Uniti     |                        |
| Vittoria   | 17-5 (1) | Jorge Masvidal       | Decisione (non unanime)        | UFC Fight Night: Almeida vs. Garbrandt          | 29 maggio 2016    | 3     | 5:00  | Las Vegas, Stati Uniti     |                        |
| Sconfitta  | 16-5 (1) | Albert Tumenov       | Decisione (non unanime)        | UFC 195: Lawler vs. Condit                      | 2 gennaio 2016    | 3     | 5:00  | Las Vegas, Stati Uniti     |                        |
| Vittoria   | 16-4 (1) | Santiago Ponzinibbio | KO Tecnico (pugni)             | UFC Fight Night: Machida vs. Romero             | 27 giugno 2015    | 2     | 3:07  | Hollywood, Stati Uniti     | Fight of the Night     |
| Vittoria   | 15-4 (1) | John Howard          | KO Tecnico (pugni)             | UFC Fight Night: McGregor vs. Siver             | 18 gennaio 2015   | 1     | 2:17  | Boston, Stati Uniti        | Passa ai Pesi Welter   |
| Sconfitta  | 14-4 (1) | Derek Brunson        | Decisione (unanime)            | UFC 177: Dillashaw vs. Soto                     | 30 agosto 2014    | 3     | 5:00  | Sacramento, Stati Uniti    |                        |
| Sconfitta  | 14-3 (1) | Costas Philippou     | KO (pugni)                     | UFC Fight Night: Brown vs. Silva                | 10 maggio 2014    | 1     | 3:47  | Cincinnati, Stati Uniti    |                        |
| Sconfitta  | 14-2 (1) | Brad Tavares         | Decisione (unanime)            | UFC Fight Night: Rockhold vs. Philippou         | 15 gennaio 2014   | 3     | 5:00  | Duluth, Stati Uniti        |                        |
| Vittoria   | 14-1 (1) | Chris Camozzi        | Decisione (unanime)            | UFC: Fight for the Troops 3                     | 6 novembre 2013   | 3     | 5:00  | Fort Campbell, Stati Uniti |                        |
| Sconfitta  | 13-1 (1) | Francis Carmont      | Decisione (unanime)            | UFC on Fox: Henderson vs. Melendez              | 20 aprile 2013    | 3     | 5:00  | San Jose, Stati Uniti      | Debutto in UFC         |
| Vittoria   | 13–0 (1) | Robbie Lawler        | Decisione (unanime)            | Strikeforce: Rockhold vs. Kennedy               | 14 luglio 2012    | 3     | 5:00  | Portland, Stati Uniti      | Passa ai Pesi Medi     |
| No Contest | 12–0 (1) | Muhammed Lawal       | No Contest (doping)            | Strikeforce: Rockhold vs. Jardine               | 7 gennaio 2012    | 2     | 1:32  | Las Vegas, Stati Uniti     |                        |
| Vittoria   | 12–0     | Nick Rossborough     | Decisione (unanime)            | Strikeforce Challengers: Larkin vs. Rossborough | 23 settembre 2011 | 3     | 5:00  | Las Vegas, Stati Uniti     |                        |
| Vittoria   | 11–0     | Gianpiero Villante   | Decisione (unanime)            | Strikeforce Challengers: Fodor vs. Terry        | 24 giugno 2011    | 3     | 5:00  | Kent, Stati Uniti          |                        |
| Vittoria   | 10–0     | Scott Lighty         | KO Tecnico (pugni)             | Strikeforce Challengers: Wilcox vs. Damm        | 1º aprile 2011    | 2     | 3:15  | Stockton, Stati Uniti      | Debutto in Strikeforce |
| Vittoria   | 9–0      | Mike Cook            | KO Tecnico (pugni)             | MEZ Sports: Pandemonium 4                       | 25 febbraio 2011  | 2     | 3:32  | Riverside, Stati Uniti     |                        |
| Vittoria   | 8–0      | Hector Carrillo      | KO (calcio alla testa e pugni) | MEZ Sports: Pandemonium 3                       | 19 novembre 2010  | 1     | 2:57  | Los Angeles, Stati Uniti   |                        |
| Vittoria   | 7–0      | Rick Slaton          | KO (pugni)                     | MEZ Sports: Pandemonium 2                       | 11 settembre 2010 | 1     | 1:06  | Riverside, Stati Uniti     |                        |
| Vittoria   | 6–0      | Joao Assis           | KO (body slam)                 | Respect in the Cage                             | 24 luglio 2010    | 1     | 1:43  | Hollywood, Stati Uniti     |                        |
| Vittoria   | 5–0      | Scott Carson         | KO (pugni)                     | MEZ Sports: Pandemonium at the Palladium        | 12 giugno 2010    | 1     | 2:54  | Los Angeles, Stati Uniti   |                        |
| Vittoria   | 4–0      | Rick Guillen         | KO (pugni)                     | Champion Promotions: Clash of the Gladiators 2  | 8 maggio 2010     | 1     | 2:30  | Palm Springs, Stati Uniti  |                        |
| Vittoria   | 3–0      | Mychal Clark         | Decisione (non unanime)        | Respect in the Cage 4                           | 17 aprile 2010    | 3     | 5:00  | Pomona, Stati Uniti        |                        |
| Vittoria   | 2–0      | Giovanni Sarran      | Decisione (unanime)            | Chaos in the Cage 6                             | 27 febbraio 2010  | 3     | 5:00  | Lancaster, Stati Uniti     |                        |
| Vittoria   | 1–0      | Lateef Williams      | KO (gomitata)                  | Fist Series: SummerFist III                     | 15 agosto 2009    | 1     | 0:40  | Irvine, Stati Uniti        |                        |